# 掃管笏 (選區)
掃管笏（英語：So Kwun Wat，代號：L12）是香港屯門區議會下轄的選區，2019年設立，2023年取消，末任區議員為民主黨成員馬旗。

## 範圍
選區位於屯門區東南部，包括掃管笏及小欖一帶，計有星堤、嘉和里、NAPA、帝濤灣、滿名山等屋苑及小欖、掃管笏的鄉村地帶；與其相鄰的選區有三聖、恒福以及新墟，與元朗區的大欖郊野公園連接，名稱來自原有掃管笏地名，投票站設於博愛醫院歷屆總理聯誼會鄭任安夫人千禧小學。

## 沿革
2018年選舉管理委員會因應掃管笏一帶私人屋苑入伙後，原有三聖及選區預計人口均會超出法定上限，故增加新選區以吸納超出的人口。當中以原恒福區界內掃管笏一帶劃出新增選區，並吸納三聖選區的小欖青山公路以北依山一帶組成掃管笏選區，使各選區人口調整到法例許可幅度之內。由於同屬鄉郊地帶的大欖一帶未有劃入，諮詢時接獲反對意見，但基於人口影響較少，結果維持原有計劃，劃出本選區。
2019年區議會選舉，民主黨深水埗區議會荔枝角前區議員、後改於屯門區落戶的馬旗擊敗兩位建制派的候選人，成為本區首位區議員，亦是馬旗相隔16年後再度出任區議員。
2021年5月11日，馬旗在Facebook表示不認同「宣誓擁護政府施政」及「國安紅線飄移」，辭任區議員，任期至5月31日。

## 歷屆議員
| 屆別                  | 議員 | 政治聯繫 | 政治聯繫 |
| --------------------- | ---- | -------- | -------- |
| 2020年－2021年5月31日 | 馬旗 |          | 民主黨   |
| 2021年6月1日－2023年  | 懸空 | 懸空     | 懸空     |

## 歷屆選舉結果
| 政党   | 政党     | 候选人    | 票数  | %     | ±      |
| ------ | -------- | --------- | ----- | ----- | ------ |
|        | 新民黨   | ①. 陳家正 | 982   | 31.72 | 新選區 |
|        | 實政圓桌 | ②. 劉啟文 | 466   | 15.05 | 新選區 |
|        | 民主黨   | ③. 馬旗   | 1,648 | 53.23 | 新選區 |
| 多数票 | 多数票   | 多数票    | 666   | 21.51 | 新選區 |